# Perce Point
Perce Point är en udde i Antarktis. Den ligger i Västantarktis. Chile och Storbritannien gör anspråk på området.
Terrängen inåt land är kuperad norrut, men österut är den platt. Havet är nära Perce Point åt sydväst. Trakten är obefolkad. Det finns inga samhällen i närheten.